# Municipio de Northwest (Carolina del Norte)
El municipio de Northwest (en inglés: Northwest Township) es un municipio ubicado en el  condado de Brunswick en el estado estadounidense de Carolina del Norte. En el año 2010 tenía una población de 12.190 habitantes.

## Geografía
El municipio de Northwest se encuentra ubicado en las coordenadas 34°16′34.61″N 78°4′8.97″O / 34.2762806, -78.0691583.